# Ormyrus australiensis
Ormyrus australiensis is een vliesvleugelig insect uit de familie Ormyridae. De wetenschappelijke naam is voor het eerst geldig gepubliceerd in 1915 door Girault.